# Festucula
Festucula is een geslacht van spinnen uit de familie springspinnen (Salticidae).

## Soorten
De volgende soorten zijn bij het geslacht ingedeeld:
- Festucula festuculaeformis (Lessert, 1925)
- Festucula lawrencei Lessert, 1933
- Festucula vermiformis Simon, 1901